# Felső-szászországi körzet

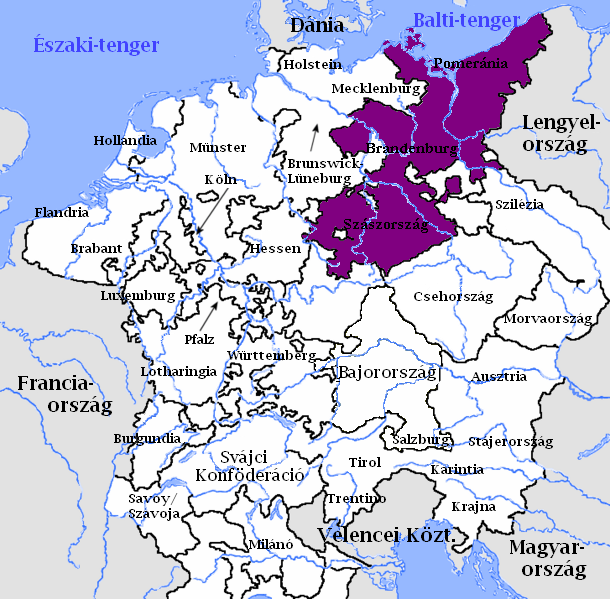
A Felső-szászországi körzet térképe

A Felső-szászországi körzet a Német-római Birodalom tíz körzetének egyike. I. Miksa császár birodalmi reformjai hívták életre 1512-ben. Ekkor az uralkodó már másodjára nyúlt a körzetalkotás eszközéhez, hiszen az 1500-ban alapított hat körzet védelmi, adózási és képviseleti feladatait sikerült hatékonyabbá tenni. Ezért további négy körzet felállítását is elrendelte.
A körzetet a két választófejedelemség, Brandenburg és Szászország uralta. Az alábbi táblázat mutatja a Felső-szászországi körzet államait.
| Név                       | Államforma           | Megjegyzések                                                     |
| ------------------------- | -------------------- | ---------------------------------------------------------------- |
| Anhalt                    | Hercegség            | Különböző hercegségek összessége                                 |
| Barby                     | Grófság              | 1659-től a szász választófejedelem birtoka                       |
| Brandenburg               | Választófejedelemség |                                                                  |
| Cammin                    | Püspökség            | 1648-ban Brandenburg birtokába került, így hercegség lett belőle |
| Külső-Pomeránia           | Hercegség            | 1648-ban a brandenburgi választófejedelem birtoka lett           |
| Gernrode                  | Apátság              |                                                                  |
| Hatzfeld                  | Hercegség            |                                                                  |
| Belső-Pomeránia           | Hercegség            | 1648-tól a svéd uralkodó birtoka                                 |
| Hohnstein                 | Grófság              |                                                                  |
| Lohra és Klettenberg      | Uradalom             |                                                                  |
| Mansfeld                  | Grófság              |                                                                  |
| Quedlinburg               | Apátság              |                                                                  |
| Querfurt                  | Hercegség            | 1648-tól a szász választófejedelem birtoka                       |
| Reuss                     | Hercegség            | Különböző hercegségek összessége                                 |
| Szász-Altenburg           | Hercegség            |                                                                  |
| Szász-Coburg              | Hercegség            |                                                                  |
| Szász-Eisenach            | Hercegség            |                                                                  |
| Szász-Gotha               | Hercegség            |                                                                  |
| Szász-Weimar              | Hercegség            |                                                                  |
| Szászország               | Választófejedelemség |                                                                  |
| Schönburg                 | Grófság              | Különböző grófságok összessége                                   |
| Schwarzburg-Rudolstadt    | Hercegség            |                                                                  |
| Schwarzburg-Sondershausen | Hercegség            |                                                                  |
| Stolberg                  | Grófság              | 1738-tól kezdve a szász választófejedelem birtoka                |
| Walkenried                | Apátság              | 1648-tól a Brunswick-Wolfenbütteli herceg birtoka                |
| Wernigerode               | Grófság              | 1714-től a brandenburgi választófejedelem birtoka                |